# Meniscomorpha gomezi
Meniscomorpha gomezi là một loài tò vò trong họ Ichneumonidae.